# Holmger Magnusson (Lejonbalk)
Holmger Magnusson (Lejonbalk), var en svensk riddare.

## Biografi
Holmger Magnusson (Lejonbalk) var son till lagmannen Magnus Karlsson (Lejonbalk) i Tiohärads lagsaga och Cecilia Elofsdotter (vingad pil). Han nämns första gången 1312 och var 1337 riddare. Holmger Magnusson nämns sista gånger 1341 och valde att begravas på Nydala kloster.

### Egendom
Holmger Magnusson ägde jord i Norrvidinge härad, Västra härad och Östra härad i Småland.

### Familj
Holmger Magnusson var gift med Ingeborg (död senast 1326). De fick tillsammans barnen kyrkoherden Magnus Holmgersson (Lejonbalk) i Hultsjö församling och riddaren och norska riksrådet Ulf Holmgersson (Lejonbalk).